# سکاوا (استان اشوی‌داشکسیه)
سکاوا (به لهستانی: Skała) یک منطقهٔ مسکونی در لهستان است که در گمینا بیستسه واقع شده‌است. سکاوا ۱۲۰ نفر جمعیت دارد.